# Eugnesia intensicolor
Eugnesia intensicolor är en fjärilsart som beskrevs av Louis Beethoven Prout 1929. Eugnesia intensicolor ingår i släktet Eugnesia och familjen mätare. Inga underarter finns listade i Catalogue of Life.